# Swetlana Stepanowna Semjonowa
Swetlana Stepanowna Semjonowa (russisch Светлана Степановна Семёнова; * 11. Mai 1958 in Pskow) ist eine ehemalige sowjetische Ruderin. Sie gewann drei Weltmeistertitel und eine olympische Bronzemedaille.

## Sportliche Karriere
Die 1,79 m große Ruderin von Spartak Pskow gewann ihren ersten Titel bei den Weltmeisterschaften 1979 in Bled. In der Besetzung Walentina Semenowa, Swetlana Semjonowa, Galina Stepanowa, Marija Fadejewa und Steuerfrau Nina Tscheremissina gewann der sowjetische Vierer mit Steuerfrau vor den Booten aus der DDR und Rumänien. 
Bei den Olympischen Spielen 1980 in Moskau war der Vierer umbesetzt. Marija Fadejewa, Galina Sowetnikowa, Marina Studnewa, Swetlana Semjonowa und Steuerfrau Nina Tscheremissina belegten vor heimischem Publikum den dritten Platz hinter den Vierern aus der DDR und aus Bulgarien. Im Jahr darauf traten Studnewa, Semjonowa und Tscheremissina mit Olha Pywowarowa und Raissa Doligaida an, der sowjetische Vierer gewann den Titel bei den Weltmeisterschaften in München vor den Booten aus der DDR und aus den Vereinigten Staaten. Im Jahr darauf bestand der sowjetische Vierer aus Svetlana Semjonowa, Walentina Semenowa, Galina Stepanowa, Larissa Sawarsina und Nina Tscheremissina, bei den Weltmeisterschaften in Luzern siegte das sowjetische Boot vor den Vierern aus den USA und aus Rumänien. 
In der Besetzung Feodosia Kaleinikowa, Walentina Semenowa, Swetlana Semjonowa, Angelina Kaolikauskaite und Nina Tscheremissina belegte der sowjetische Vierer den dritten Platz hinter DDR und Rumänien bei den Weltmeisterschaften 1983. 1984 nahmen die Ruderinnen aus der Sowjetunion wegen des Olympiaboykotts der Ostblockstaaten nicht an den Olympischen Ruderwettbewerben in Los Angeles teil. Bei den Weltmeisterschaften 1985 starteten Marina Studnewa und Swetlana Semjonowa im Zweier ohne Steuerfrau und belegten den siebten Platz.